# Plaza Bolívar de Maracay
La plaza Bolívar de Maracay es un parque urbano ubicado en plena zona céntrica de la ciudad venezolana de Maracay.
Fue inaugurada en 1930 durante la presidencia Juan Bautista Pérez —autoridad encargada durante la dictadura de Juan Vicente Gómez— y nombrada así en homenaje al Libertador Simón Bolívar, considerada en el momento de su inauguración como la plaza más grande de América del Sur.
Ubicada en la avenida Bolívar frente a la antigua fachada de la Gobernación del estado Aragua, diagonal al Teatro de la Ópera de Maracay y a un costado del Ambulatorio Dr. Efraín Abad Armas.
La plaza Bolívar forma parte de un conglomerado de edificaciones que se denomina «Complejo Cívico-Militar Simón Bolívar» y que lo conforman igualmente el antiguo Hotel Jardín, el Cuartel Páez, la plaza Páez y el Cuartel Sucre —escuela de oficiales técnicos del Ejército—, el Ambulatorio Dr. Efraín Abad Armas, el antiguo Casino Libertador —antigua sede del IND, hoy estacionamiento—, el Teatro de la Ópera y el bulevar Carlos Escarrá.

## Historia

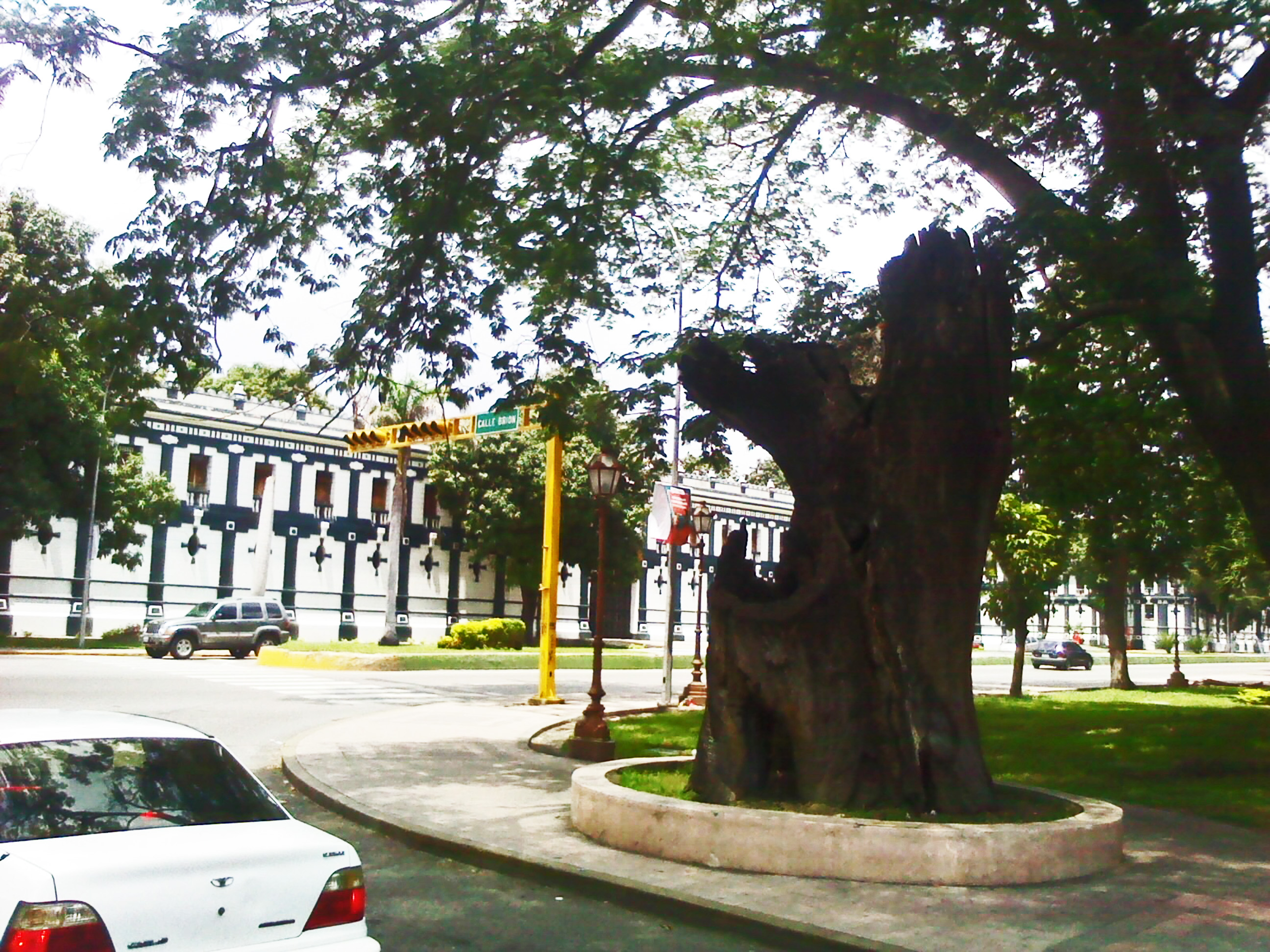
Árbol más antiguo de la plaza Bolívar, existente incluso antes de la creación de la misma.

La plaza Bolívar de Maracay fue construida en los terrenos de la antigua hacienda Las Glorietas bajo la proyección de Carlos Raúl Villanueva y la construcción de Ernesto León.
Finalmente fue inaugurada el viernes 19 de diciembre de 1930 en ocasión del centenario de la muerte del Libertador Simón Bolívar. Ese mismo día se inauguraron el Hotel Jardín, la jabonería El Prado, el Servicio de Meteorología de la Aviación y la entonces Policlínica de Maracay; además, se anunció el pago íntegro de la deuda externa venezolana de aquel entonces.
La plaza Bolívar de la ciudad de Maracay fue declarada monumento histórico nacional el 15 de abril de 1994, según Gaceta Oficial n.º 35441.

## Características
La plaza Bolívar mide sobre 320 m de largo por 106 de ancho.
Sus espaciosas instalaciones presentan una amplia variedad de biotipos de la rica botánica nacional así como, monópteros o glorietas, bancas, faroles y una gran variedad de fuentes luminosas.
Carlos Raúl Villanueva, arquitecto creador de esta plaza, se inspiró en los jardines del Palacio de Versalles de París, Francia.
La plaza cuenta con una estatua ecuestre de bronce de Simón Bolívar esculpida por Emilio Gariboldi, la cual es una réplica de la estatua de la plaza Bolívar de Caracas. Esta última, a su vez, es una réplica del monumento a Bolívar de la plaza Bolívar de Lima, Perú, esculpida por Adamo Tadolini.
Por otra parte, la plaza se ha utilizado para distintos eventos recreativos, culturales y gubernamentales.